# Komeet Tempel 1
De komeet 9P/Tempel 1, ook bekend als de komeet Tempel 1 is een periodieke komeet die op 3 april 1867 is ontdekt door de Duitse astronoom Ernst Wilhelm Leberecht Tempel.

## Eigenschappen
In 1881 werd bekend dat Tempel 1 een omloopstijd van 5,74 jaar had. Later werd dat bijgesteld tot 5,68 jaar. De baan van de komeet wordt beïnvloed door Jupiter. In 2004 had Tempel 1 een omloopstijd van 5,50 jaar. De komeet is met het blote oog niet zichtbaar.

## Deep Impact
Op 4 juli 2005 schoot de NASA ruimtesonde Deep Impact een projectiel af op deze komeet om onderzoek te doen naar de samenstelling van kometen.